# ۱۹۲۳

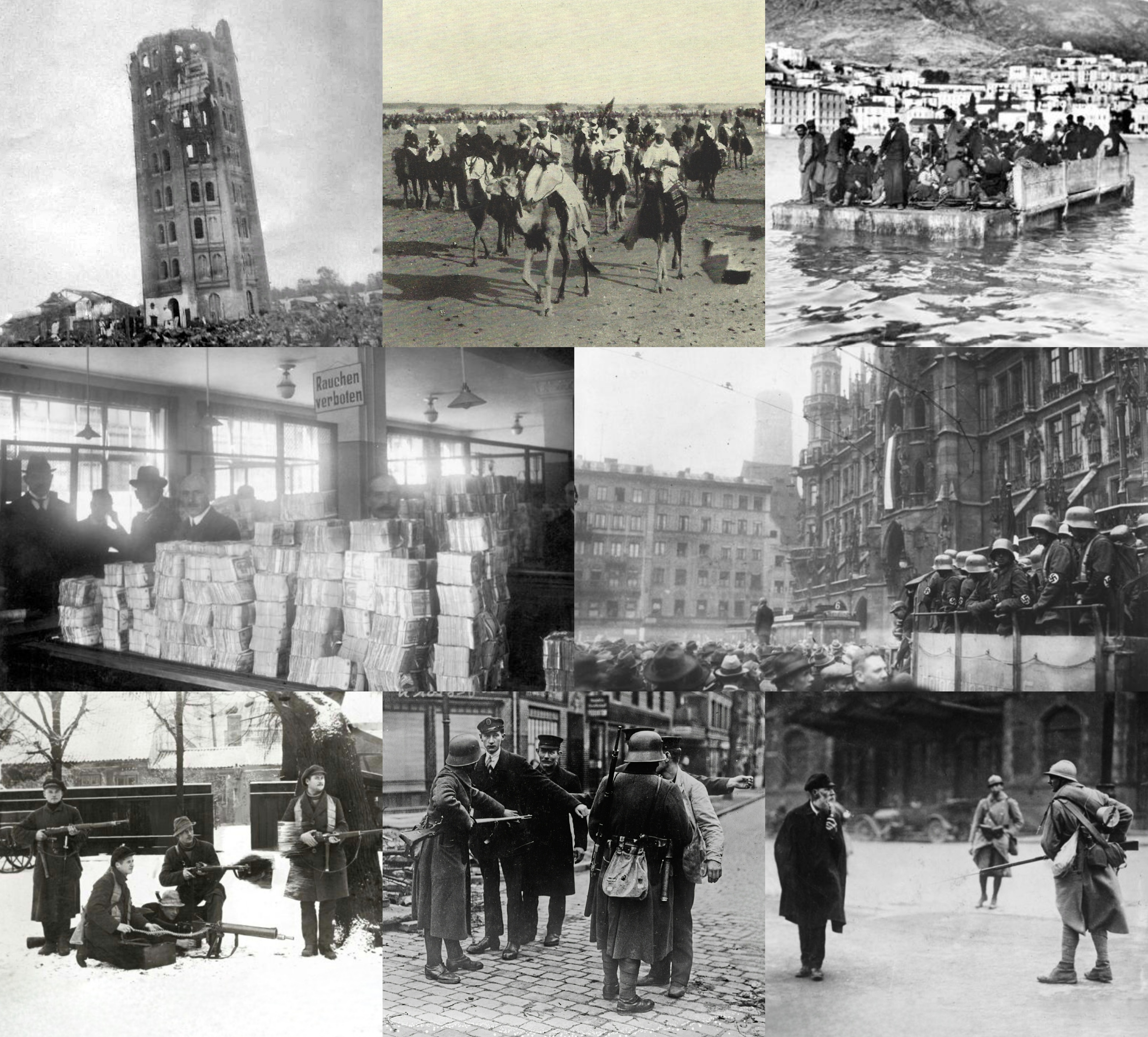

۱۹۲۳ میلادی بیست و سومین سال از سده بیستم در گاه‌شماری میلادی بود.

## رویدادها
- واژهٔ افغانستان به عنوان نام یک کشور در سال ۱۹۲۳ و در قانون اساسی امان‌الله شاه به تصویب رسید.
- تشکیل جمهوری ترکیه.[۱]
- ۱۶ اکتبر - تاسیس کمپانی والت دیزنی در بربنک، کالیفرنیا

## زادروزها
- ۲۲ مارس، مارسل مارسو احیاکننده هنر پانتومیم (د. ۲۰۰۷)
- ۱۱ سپتامبر، ویکتور خارا شاعر، آوازخوان، انقلابی شیلیایی (د. ۱۹۷۳)
- ۱۵ اکتبر، ایتالو کالوینو نویسندهٔ ایتالیایی (د. ۱۹۸۵)
- ۱۹ ژانویه – جین استاپلتون، بازیگر آمریکایی (د. ۲۰۱۳)
- ۲۶ ژانویه – آن جفریز، بازیگر و خواننده آمریکایی (د. ۲۰۱۷)
- ۴ فوریه – کنراد باین، بازیگر آمریکایی (د. ۲۰۱۳)
- ۲۲ فوریه – نورمن اسمیت، درامر و مهندس بریتانیایی (د. ۲۰۰۸)
- ۲۷ فوریه – دکستر گوردون، آهنگساز آمریکایی (د. ۱۹۹۰)
- ۱۰ مارس – وال لوگسدون فیچ، فیزیک‌دان آمریکایی (د. ۲۰۱۵)
- ۱۱ مارس – پل مولر (بازیگر)، بازیگر سوئیسی (د. ۲۰۱۶)
- ۱۴ مارس – دیان آربوس، عکاس آمریکایی (د. ۱۹۷۱)
- ۲۷ مارس – لوئیس سیمپسون، شاعر آمریکایی (د. ۲۰۱۲)
- ۴ آوریل – پیتر وان، بازیگر بریتانیایی (د. ۲۰۱۶)
- ۱۳ آوریل – دن آدامز، بازیگر و بازیکن بسکتبال آمریکایی (د. ۲۰۰۵)
- ۲۵ آوریل – آلبرت کینگ، خواننده-ترانه‌سرا، موسیقی‌دان، گیتاریست، و بازیکن بسکتبال آمریکایی (د. ۱۹۹۲)
- ۱ مه – جوزف هلر، نویسنده و فیلمنامه‌نویس آمریکایی (د. ۱۹۹۹)
- ۳ مه – رالف هال، سیاست‌مدار آمریکایی (د. ۲۰۱۹)
- ۷ مه – آن بکستر، بازیگر آمریکایی (د. ۱۹۸۵)
- ۱۰ مه – حیدر علی‌اف، سیاست‌مدار اهل جمهوری آذربایجان (د. ۲۰۰۳)
- ۱۶ مه – مرتون میلر، اقتصاددان آمریکایی (د. ۲۰۰۰)
- ۲۷ مه – هنری کیسینجر، دیپلمات آمریکایی (د. ۲۰۲۳)
- ۱۰ ژوئن – رابرت مکسول، سیاست‌مدار بریتانیایی (د. ۱۹۹۱)
- ۲۴ ژوئن – جک کارتر (کمدین)، بازیگر آمریکایی (د. ۲۰۱۵)
- ۲ ژوئیه – ویسواوا شیمبورسکا، شاعر و نویسنده لهستانی (د. ۲۰۱۲)
- ۶ ژوئیه – وویچخ یاروزلسکی، سیاست‌مدار لهستانی (د. ۲۰۱۴)
- ۲۵ ژوئیه – ایستل گتی، بازیگر آمریکایی (د. ۲۰۰۸)
- ۲ اوت – شیمون پرز، سیاست‌مدار و دیپلمات اسرائیلی (د. ۲۰۱۶)
- ۶ اوت – مویرا لیستر، بازیگر و نویسنده اهل آفریقای جنوبی (د. ۲۰۰۷)
- ۲۰ اوت – جیم ریوس، خواننده آمریکایی (د. ۱۹۶۴)
- ۲۶ سپتامبر – دو آناند، تهیه‌کننده، بازیگر، و کارگردان هندی (د. ۲۰۱۱)
- ۲ نوامبر – چزاره روبینی، بازیکن بسکتبال و مربی بسکتبال ایتالیایی (د. ۲۰۱۱)
- ۸ نوامبر – جک کیلبی، مهندس آمریکایی (د. ۲۰۰۵)
- ۱۳ نوامبر – لیندا کریستین، بازیگر مکزیکی (د. ۲۰۱۱)
- ۲۰ نوامبر – نادین گوردیمر، شاعر و نویسنده اهل آفریقای جنوبی (د. ۲۰۱۴)
- ۲۵ نوامبر – مائونو کویویستو، سیاست‌مدار فنلاندی (د. ۲۰۱۷)
- ۱۱ دسامبر – بتسی بلر، بازیگر آمریکایی (د. ۲۰۰۹)
- ۲۹ دسامبر – دینا مریل، تهیه‌کننده و بازیگر آمریکایی (د. ۲۰۱۷)

## درگذشت‌ها
- جیمز دیوئر، فیزیکدان اسکاتلندی
- ۱۸ ژانویه – والاس رید، بازیگر آمریکایی (ز. ۱۸۹۱)
- ۱ فوریه – ارنست ترلچ، الهی‌دان و سیاست‌مدار آلمانی (ز. ۱۸۶۵)
- ۱۰ فوریه – ویلهلم رونتگن، فیزیک‌دان آلمانی (ز. ۱۸۴۵)
- ۸ مارس – یوهان دیدریک وان در والس، فیزیک‌دان و شیمی‌دان هلندی (ز. ۱۸۳۷)
- ۲۶ مارس – سارا برنارد، هنرپیشه زن فرانسوی (ز. ۱۸۴۴)
- ۲۷ مارس – جیمز دیوئر، فیزیک‌دان و شیمی‌دان بریتانیایی (ز. ۱۸۴۲)
- ۴ آوریل – جان ون، ریاضی‌دان بریتانیایی (ز. ۱۸۳۴)
- ۲۱ مه – هانس گلدشمیت، شیمی‌دان آلمانی (ز. ۱۸۶۱)
- ۲۰ ژوئیه – پانچو وییا، سیاست‌مدار مکزیکی (ز. ۱۸۷۸)
- ۲ اوت – وارن جی. هاردینگ، سیاست‌مدار آمریکایی (ز. ۱۸۶۵)
- ۴ اوت – ادوارد توماس هنری هاتون، نظامی اهل بریتانیا (ز. ۱۸۴۸)
- ۹ سپتامبر – هرمس فونسکا، سیاست‌مدار برزیلی (ز. ۱۸۵۵)
- ۳۰ اکتبر – اندرو بونار لاو، سیاست‌مدار بریتانیایی (ز. ۱۸۵۸)
- ۳۰ نوامبر – مارتا منسفیلد، بازیگر آمریکایی (ز. ۱۸۹۹)
- ۱۲ دسامبر – ریمون رادیگه، روزنامه‌نگار، نویسنده، و شاعر فرانسوی (ز. ۱۹۰۳)